# Кривов, Андрей Владимирович
Андре́й Влади́мирович Кри́вов (род. 24 сентября 1976, Моршанск, Тамбовская область) — российский футболист, полузащитник.

## Биография
Родился в Тамбовской области (г. Моршанск), где начал заниматься футболом в возрасте девяти лет в ДЮСШ Моршанск. Первыми тренерами были Борис Владимирович Серянин и Валентин Андреевич Парри (УОР).

### Начало карьеры
В 1990 году был приглашен в Волгоград, где параллельно с выступлением за дублирующий состав «Ротора» учился в училище олимпийского резерва Волгоград, стал выпускником клубного спортинтерната. С ранних лет играл за сборные страны своего возраста. В 1992 году, выступая за юношескую сборную, получил высокие оценки специалистов на турнире в Дании. После окончания соревнования представители датского клуба «Брондбю» обратились к главному тренеру российских юниоров Александру Бибичеву с просьбой одолжить полузащитника на турнир во Франции, где будут участвовать юниоры «Баварии», «Манчестер Юнайтед», мадридского Реала и других именитых европейских клубов. Выяснилось, что скауты клуба давно наблюдают за молодым игроком. С разрешения родителей и президента «Ротора» тренер отпустил Кривова. На турнире несколько мячей было забито после передач Кривова, два гола забил он сам. В случае согласия Кривова тренироваться на протяжении полутора лет в футбольной школе «Брондбю» ему предлагали стипендию, оплату жилья, питания и учёбы в школе. Кривов переехал в Данию, проживая первое время у брата защитника национальной сборной Дании.[уточнить] Тренировки проходили в школе клуба, располагавшейся по соседству с базой главной команды, лидером которой в те годы был Петер Шмейхель. Кривов уже начал выступать за юношескую команду, его партнёром стал Йеспер Грёнкьер, но президент «Ротора» Владимир Горюнов наложил запрет на этот переход, как и на последующие попытки главного тренера ЦСКА Павла Садырина заполучить полузащитника. Наставник армейцев заметил молодого футболиста в юношеской сборной России, проводившей подготовку вместе с армейцами на сборах. Кривову был предложен контракт Горюновым, родители были перевезены в Волгоград, обеспечены жильём и работой в структурах клуба.

### «Ротор»
В сезоне 1993 года Кривов был переведён в главную команду Владимиром Сальковым, став самым юным игроком команды. После смены главного тренера Горюнов убеждал Виктора Прокопенко обратить внимание на Кривова и Александра Беркетова. Кривов дебютировал в основном составе «Ротора» в высшей лиге сезона-1994, в котором сыграл 7 матчей
С сезона 1995 года стал твёрдым игроком основного состава, выступая на позиции центрального полузащитника. Открыл счёт своим голам в высшей лиге 24 июня в выездом матче с ЦСКА, сделав дубль. Мог состояться хет-трик, но Олег Веретенников не позволил пробить пенальти. Всего в чемпионате Кривов провёл 25 матчей, забив 3 мяча. В Кубке России вместе с командой дошёл до финала. В матче с московским «Динамо» провёл весь второй тайм и на 115 минуте в борьбе с защитником заработал пенальти, не реализованный Веретенниковым. Этот эпизод вызвал много споров, так как некоторые специалисты посчитали, что в борьбе с Кривовым Олег Саматов не нарушал правила. В Кубке УЕФА Кривов выходил в трёх матчах, поучаствовал в обеих играх с «Манчестер Юнайтед».
Большую часть сезона 1996 пропустил из-за травмы ахилла, сыграл в семи матчах и забив один гол в домашней игре с «Жемчужиной».
Залечив травму в сезоне 1997, Кривов провёл 25 матчей в чемпионате, 3 в Кубке и 5 матчей в Кубке УЕФА, забив 1 гол. Сыграл в обоих матчах 1/16 Кубка УЕФА с «Лацио».
В 1998 году продолжил своё выступление на позиции центрального полузащитника, проведя 27 матчей, в которых забил три мяча. Его победный гол в домашнем матче с «Зенитом» и мяч в ворота «Локомотива» были признаны лучшими в туре изданием «Спорт-Экспресс». В еврокубках провёл оба матча с клубом «Црвена Звезда».
В сезоне-1999 провёл 16 матчей, пропустив половину чемпионата из-за травмы ахилла и операции. Гол Кривова в домашней игре с «Зенитом» был признан самым красивым в туре по версии «Спорт-Экспресса».
В 2000 году новый главный тренер Георгий Ярцев выдвинул Кривова на позицию атакующего полузащитника вместо Веретенникова с функциями плеймейкера. В новом амплуа Кривов получал комплиментарную прессу. Вместе с Валерием Есиповым превратился в нового лидером «Ротора». В сезоне провёл 31 матч, забив 4 мяча. Его гол в ворота «Анжи» был признан лучшим в сезоне волгоградскими спортивными журналистами.
В рейтинге издания «Спорт-Экспресс» Кривов занял второе место по оценкам специалистов на позиции под нападающими, уступив Егору Титову. Ближе к окончанию сезона стали появляться слухи об интересе к полузащитнику со сторону «Спартака», ЦСКА, «Зенита», «Локомотива» и зарубежных клубов. Сам игрок склонялся к переходу в «Спартак», который подходил по стилю игроку, но Владимир Горюнов отказался отпускать игрока в российские клубы. После завершения сезона было объявлено о переходе Кривова в турецкий «Газиантепспор» На вырученные от продажи игрока средства клубом были приобретены новый автобус и выкуплен самолёт, перевозящий футболистов на выездные матчи.

### «Газиантепспор»
29 ноября 2000 года Кривов подписал двухлетний контракт с «Газиантепспором». В тот же день дебютировал в матче на Кубок Турции Кривов присоединился к команде, боровшейся за чемпионство в Суперлиге. Костяк клуба составляли игроки национальных сборных своих стран: турецкий вратарь Омер Чаткыч, нападающий сборной Фатих Текке, а также сильные легионеры. Партнёром по центру полузащиты стал бразилец Жоао Батиста. После адаптации тренерский штаб определил Кривова на место опорного полузащитника с функциями разыгрывающего, расположенного в глубине, за разрушение атак соперников в паре отвечал бразилец. Кривов быстро стал одним из ключевых игроков клуба, в некоторых матчах выводя партнёров в качестве капитана команды. «Газинтепспор» стал третьим в чемпионате 2000/01, повторив лучший результат в истории клуба. В дебютном сезоне Кривов провёл 20 матчей за клуб, забив один гол в матче с «Импат Йоргатспором», команда получила путевку в квалификацию Кубка УЕФА 2001/02.
Кривов высказывал надежды на попадание в главную сборную России через успешное выступление клуба в еврокубках. В следующем сезоне большинство игр проводил в стартовом составе. Ближе к поздней осени в клубе начались проблемы, прошлогодние новички заметили, что им перестали платить полную сумму по контрактам. Кривова, как и новичков команды обманули при подписании контракта. «Газинтепспор» составил два контракта, один из которых с самими значительными выплатами не зарегистрировал в федерации футбола Турции, оба договора клуб выдал на руки игроку. После девальвации турецкой лиры клуб стал платить только по одному из договоров. Столкнувшиеся с такой ситуацией игроки пытались решить вопрос с руководством клуба и не найдя понимания подали жалобы в ФИФА.
Клуб перевел в дубль Кривова и других игроков команды, несогласных с отсутствием выплат по контрактам. Игроки обратились к юристам, подготовившим документы для подачи жалобы в ФИФА. После подачи жалоб игрокам посоветовали покинуть страну в связи с угрозой физической расправы со стороны местной мафии
Женат, супруга Елена — тренер по художественной гимнастике, дочь Ангелина..